# ريكا موريناغا
ريكا موريناغا (باليابانية: 森永 理科) مواليد 25 أبريل 1980 في طوكيو، اليابان، هي مؤدية أصوات يابانية.

## أعمال

### أنمي
- كيرو
- بيدي كراش
- ياماتو ناديشيكو تشيشي هينغي
- كليمور
- روميو و جولييت

### ألعاب
- حكايات فيسبريا
- أحادي اللون
- النجم المحظوظ

## وصلات خارجية
- ريكا موريناغا على موقع IMDb (الإنجليزية)
- ريكا موريناغا على موقع ألو سيني (الفرنسية)
- ريكا موريناغا على موقع ميوزك برينز (الإنجليزية)
- ريكا موريناغا على موقع ديسكوغز (الإنجليزية)
- ريكا موريناغا على موقع قاعدة بيانات الفيلم (الإنجليزية)
- ريكا موريناغا على موقع كينوبويسك (الروسية)
- ريكا موريناغا على موقع ANN person (الإنجليزية)